# Volkswagen Taro

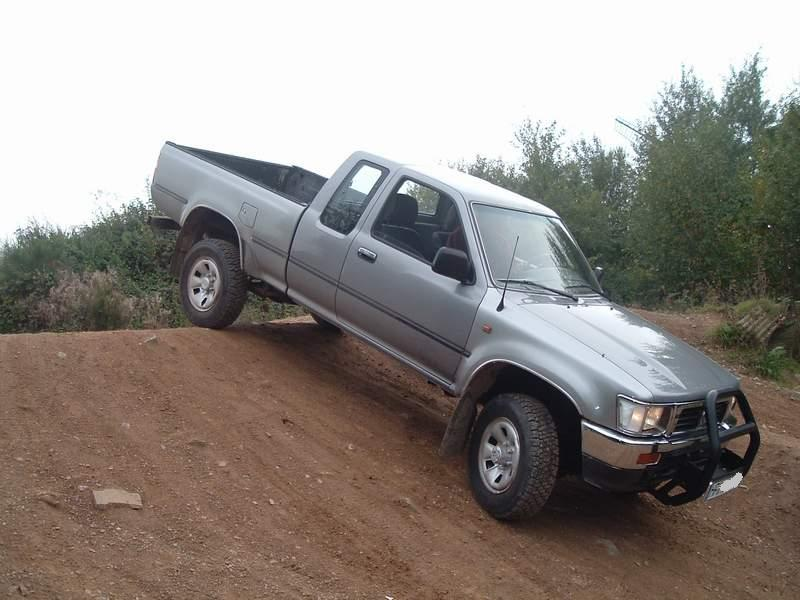
VW Taro 4x4

Le Taro est un pick-up Volkswagen qui a été construit en collaboration avec Toyota à partir de 1989. 
Le VW Taro était ainsi principalement utilisé comme véhicule utilitaire, et permettait une charge utile maximale d’une tonne. Le modèle identique de Toyota est le Hilux qui est toujours produit à ce jour dans diverses usines à travers le monde et qui connaît un grand succès.

## Présentation
Ce véhicule utilitaire possède une petite cabine destinée à deux ou trois personnes et, derrière celle-ci, une petite surface de chargement, qui peut être couverte d’un hard-top flexible. Le Volkswagen Taro a été lancé en 1989 et était destiné à remplacer indirectement le précédent Volkswagen Caddy Typ 14 plus petit avec une charge utile de 500 kg, dont la production s'est poursuivie jusqu'en 1992.

## Motorisations
Le Volkswagen Taro était proposé avec des moteurs 4 cylindres essence et diesel d'une cylindrée de 1,8 à 2,4 litres. Ces moteurs étaient identiques à ceux du Toyota Hilux.

## Finitions
Le premier Taro fabriqué à Hanovre, en Allemagne, de 1989 à 1994, était équipé d'un moteur diesel de 2,4 litres développant 61 kW (83 ch ; 82 ch), un couple de 165 N⋅m (122 lbf⋅ft) à 2 400 tr/min, avec un espace de chargement de 3,4 m² (37 pi²) et une charge utile de 1 125 kg (2 480 lb). L'usine de Hanovre ne produisait que le Taro à deux roues motrices et cabine standard, bien que le nom « Volkswagen Taro » ait été utilisé pour d'autres versions importées du Japon sur certains marchés européens. Il était destiné à remplacer indirectement le plus petit Volkswagen Caddy Typ 14, qui avait une charge utile de 500 kg, et a continué à être produit jusqu'en 1992. Le remplacement du Caddy par un pick-up plus grand n'était pas un hasard. Lancé sept ans auparavant, le Caddy était dérivé d'une petite voiture particulière et, à l'époque, il était déjà légèrement plus petit que ses concurrents sur le marché des pick-up de taille moyenne, comme Isuzu et Ford.
En septembre 1994, au salon IAA Nutfahrzeuge (Salon des véhicules utilitaires) de Hanovre, en Allemagne, Volkswagen a présenté la version quatre roues motrices du Taro, dotée d'une cabine allongée. Le Taro 4x4 à cabine allongée était fabriqué dans l'usine Toyota de Tahara au Japon, mais il était désormais équipé d'un moteur diesel 2,4 litres modernisé développant 58 kW (79 ch ; 78 ch) à 4 000 tr/min et un couple de 163 N⋅m (120 lbf⋅ft) à 2 400 tr/min. Le Taro 4x4 offrait un espace de chargement de 2,9 m² (31 pi²) et une charge utile de 815 kg (1 797 lb), mais pouvait remorquer 750 kg (1 653 lb) sans freins et 2 100 kg (4 630 lb) avec freins.